# داویده آگازی
داویده آگازی (انگلیسی: Davide Agazzi؛ زادهٔ ۲ ژوئن ۱۹۹۳) بازیکن فوتبال اهل ایتالیا است.
از باشگاه‌هایی که در آن بازی کرده‌است می‌توان به باشگاه فوتبال ویرتوس لانچانو، باشگاه فوتبال لیورنو، باشگاه فوتبال آتالانتا، و باشگاه فوتبال کاتانیا اشاره کرد.